# Симбирцева, Татьяна Михайловна
Татьяна Михайловна Симбирцева (р. 4 июня 1957, Москва) — российский историк-востоковед, специализирующийся на Корее.

## Краткая биография
В 1980 г. окончила корейское отделение историко-филологического факультета ИСАА при МГУ. В 1980, 1984—1991 гг. редактор отдела вещания на корейском языке Государственного комитета по телевидению и радиовещанию СССР. В 1987—1988 гг. стажировалась на факультете корейского языка для иностранцев Университета им. Ким Ир Сена, в 1990 г. — в Комитете по радио- и телевещанию КНДР в Пхеньяне. В 1990—1991 гг. преподаватель корейского языка ИСАА при МГУ, в 1991—1993 гг. референт-переводчик Московского бюро южнокорейского агентства «Ёнхап». В 1994—1996 гг. училась в магистратуре Сеульского национального университета, по окончании которой защитила магистерскую диссертацию на тему «Процесс установления границы между Россией и Кореей во второй половине XIX в. и его особенности (критика мифа о русской угрозе Корее)». В 1997—1998 гг. преподаватель МГЛУ, в 1997—2002 гг. заведующая библиотекой Международного центра корееведения ИСАА при МГУ. В 2002 году защитила диссертацию на соискание учёной степени кандидата исторических наук — «Современная южнокорейская историография (1894—2001 гг.) о характере раннего периода русско-корейских отношений (до 1895 г.)». В дальнейшем до 2012 года её деятельность связана с РГГУ (с 2009 года в должности доцента).

## Научная деятельность
Занималась исследованием истории и культуры корейского средневековья (период Чосон), ранней истории российско-корейских отношений, историей православия в Корее, южнокорейской историографии истории и российско-корейских отношений, истории мирового и российского корееведения. Опубликовала более 200 научных работ на русском, английском и корейском языках, в том числе монументальный труд «Владыки старой Кореи» (М.: Изд-во РГГУ, 2012). Участвовала в десятках научных конференций в России, Южной Корее, Германии.

## Основные публикации
- «Queen Min of Korea: Coming to Power». — «Transaction of the Royal Asiatic Society» (Korea Branch), Vol. 71. Seoul, 1996, p. 41-54.
- Некоторые оценки южнокорейскими историографами характера российско-корейских отношений в XIX в. — 100 лет Петербургскому корееведению. Материалы международной конференции. СПб., 1997, с. 73-79.
- «Российско-корейские контакты в Пекине в конце XVII — середине XIX вв. (по дневникам корейских послов)». — «Проблемы Дальнего Востока», 1998, № 6, c. 84-96.
- «К столетию православия в Корее». — « Этнографическое обозрение», 2000, № 5, с. 42-56.
- Корея на перекрестке эпох. М.: Муравей-Гайд, 2000, 256 с.
- Республика Корея. Карманная энциклопедия. М.: Муравей-Гайд, 2000, 512 с. (совм. с С. В. Волковым).
- «Россия и Корея: отношения и оценки (современная южнокорейская историография об истории российско-корейских отношений)». — «Проблемы Дальнего Востока», 2001, № 4,с. 116—123.
- «P.G. von Moellendorff’s „pro-Russian“ Activities in Korea (1882—1885): Оpinions of Russian Historiographers» — «Transactions of the Royal Asiatic Society (Korea Branch)», Vol. 76. Seoul, 2001, p. 31-43.
- «Russian Federation. Publications on Korean Studies (Bibliographical List: 2000—2001)». — «AKSE Newsletter», 2002, № 26, p. 47-65 (совм. с Л. Р. Концевичем).
- «Русско-корейские „Правила для сухопутной торговли“ 1888 г.: оценки южнокорейской историографии и факты». — «Проблемы Дальнего Востока», 2003, № 4, с. 147—157.
- «Из истории политической интриги в Корее: „тайные договоры“ России с Кореей 1885 и 1886 гг.» — Российское корееведение. Альманах. Вып. 3. М., 2003, с. 169—192.
- «Современная южнокорейская литература о России и русско-корейских отношениях: новые тенденции и традиция». — Россия и Корея в меняющемся мировом порядке. М.: ИДВ РАН, 2003, с. 161—172.
- "Королева Мин (биографический очерк по книге Цунода Фусако «Убийство королевы Мин». — «Вопросы истории Кореи». СПб.: СПбГУ, 2004, с. 68-85.
- «История Кореи и России в российских и корейских учебниках». — «Восток», 2004, № 6, с. 110—120.
- Биобиблиографический словарь современных российских корееведов. Современное российское корееведение. Справочное издание. М.: Первое марта, 2006, с. 129—622 (Российское корееведение в прошлом и настоящем. Т. 3.)
- «Российское корееведение сегодня». — «Восток (Oriens)», 2007. № 6, с. 125—133.
- «Modern Korean Studies in Russia». — «Journal of Korean Culture» (Seoul, Yonsei University, The International Academic Forum of Korean Language and Literature). Vol. 10. 2008.2., p. 81-102.
- «Архитектор Его Величества Короля Кореи» А. И. Середин-Сабатин (1860—1921) . — «Вестник Центра корейского языка и культуры». Вып. 12. Отв. ред. С. О. Курбанов. СПб., 2010, с. 69-92.
- Отв. ред., составитель хронологтческой таблицы (с. 499—517) и указателя (с. 526—533) в кн.: Тихонов В. М., Кан Мангиль. История Кореи. В 2 тт. Т. 1: История Кореи. С древнейших времен до 1904 г. — М.: Наталис, 2011. — 533 с. (Orientalia et Classica: Труды Института восточных культур и античности: вып. 41).
- Отв. ред., составитель хронологической таблицы (с. 441—477), индексов и указателя (с. 479—498): Тихонов В. М., Кан Мангиль. История Кореи. В 2 тт. Т. 2: Двадцатый век. — М.: Наталис, 2011. — 499 с. (Orientalia et Classica: Труды Института восточных культур и античности: вып. 41).
- «Памяти Б. Д. Пака. К выходу в свет книги „Россия и Корея“ на корейском языке». — «Вестник Центра корейского языка и культуры». Вып. 13. Отв. ред. С. О. Курбанов. — СПб., 2011, с. 32-47.
- Владыки старой Кореи. М.: РГГУ, 2012, 648 с.

## Семья
Отец — Сосненко Михаил Николаевич (1914—1994), преподаватель вуза; мать — Нина Ивановна, инженер (1927—2015). Сын — Илья Симбирцев, пропал без вести еще в начале 2000-х годов, Татьяна Симбирцева не собиралась его искать, Осталась внучка Симбирцева Полина Ильинична (1999 г. рождения), Татьяна Михайловна контактов с семьей не поддерживает.